# James Polshek
James Polshek, né le 11 février 1930 à Akron dans l'Ohio et mort le 9 septembre 2022 à Manhattan, est un architecte américain.

## Biographie

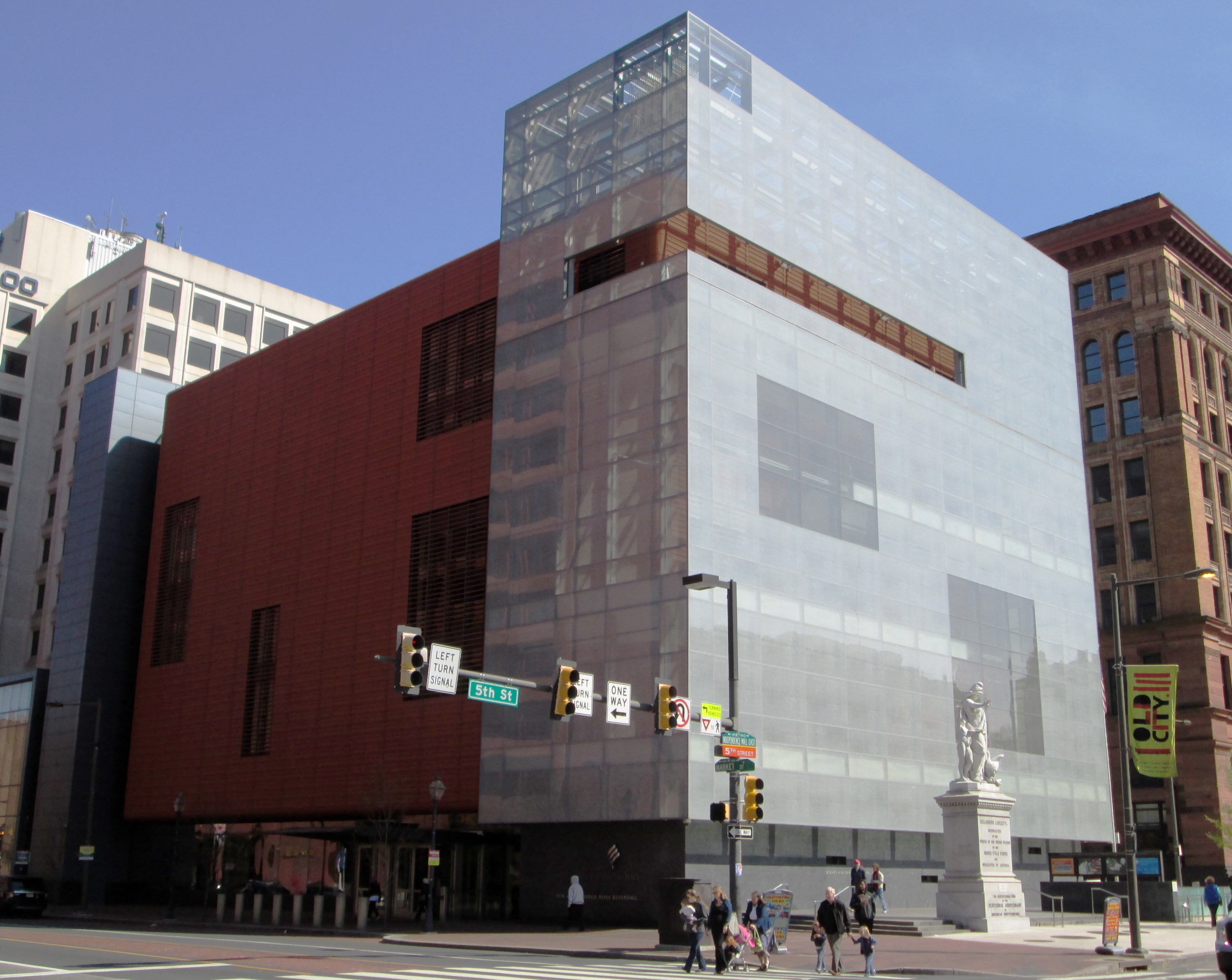
Le National Museum of American Jewish History à Philadelphie en 2013.

## Principales réalisations
- William J. Clinton Presidential Center and Park
- Weitzman National Museum of American Jewish History (en)